# Fresh (Lied)
Fresh ist ein Lied von Kool & the Gang aus dem Jahr 1984, das von Robert Earl Bell, Ronald Nathan Bell, James L Bonnefond, George Melvin Brown, Claydes Charles Smith, James „JT“ Taylor, Curtis "Fitz" Williams und Sandy Linzer geschrieben wurde. Es erschien auf dem Album Emergency.

## Geschichte
Zu Beginn nahm James „JT“ Taylor von dem Song ein Demotape auf, das deutlich von der Single abweicht. In einem Interview erzählte Taylor: "Als ich ihn (den Song) unserem Drummer George Brown vorspielte, hat er ihn noch mal komplett umgebaut." Auch der Text wurde verändert. Der Produzent des Liedes, James L Bonnefond, spannte die Songschreiberin Sandy Linzer ein. Sie erinnerte sich: "Die Jungs kamen mit dem Titel und wollten einen Text über all die 'freshen' Dinge, die in der Welt so passierten. Ich habe das kurzerhand umgeändert und daraus gemacht: 'She´s Fresh' – so habe ich es dann eingereicht." Die Veröffentlichung erfolgte am 24. November 1984. Es entspricht den Musikrichtungen Post-Disco, Funk und Contemporary R&B.
In einer Episode von General Hospital, ebenso in Werbungen von Wendy’s und Kroger (Unternehmen), konnte man den Song hören.

## Musikvideo
Die Handlung des Musikvideos ähnelt dem Märchen Aschenputtel. Man sieht dort die Band das Lied spielen, zwei übergewichtige Frauen, die Sandwiches essen, eine Frau, die den Boden putzt (diese stellt in dem Musikvideo das „Aschenputtel“ dar), eine von Männern gezogene Kutsche, in welcher die Frau, die zuvor den Boden putzte und ein Mitglied der Band Kool & The Gang sitzen.

## Kommerzieller Erfolg

### Chartplatzierungen
| ChartsChartplatzierungen       | Höchstplatzierung | Wochen |
| ------------------------------ | ----------------- | ------ |
| Deutschland (GfK)              | 26 (17 Wo.)       | 17     |
| Vereinigtes Königreich (OCC)   | 11 (12 Wo.)       | 12     |
| Vereinigte Staaten (Billboard) | 9 (19 Wo.)        | 19     |

| ChartsJahrescharts (1985)      | Platzierung |
| ------------------------------ | ----------- |
| Vereinigte Staaten (Billboard) | 89          |

### Auszeichnungen für Musikverkäufe
| Land/Region                  | Auszeichnungen für Musikverkäufe (Land/Region, Auszeichnung, Verkäufe) | Verkäufe |
| ---------------------------- | ---------------------------------------------------------------------- | -------- |
| Kanada (MC)                  | Gold                                                                   | 50.000   |
| Vereinigte Staaten (RIAA)    | Gold                                                                   | 500.000  |
| Vereinigtes Königreich (BPI) | Silber                                                                 | 250.000  |
| Insgesamt                    | 1× Silber · 2× Gold ·                                                  | 800.000  |

## Coverversion von Beat System
Im Jahr 1996 veröffentlichten Beat System eine damals zeitgemäße Eurodanceversion des Liedes. Großteile der Instrumentierung, wie der Refrain, wurden übernommen und durch Rappassagen von Tony T. und eigenständige Gesangsparts ergänzt. In Europa war diese Version ähnlich erfolgreich wie das Original, erreichte in Frankreich Platz 15 und Belgien Platz 18.
Im Musikvideo schaltet eine Frau ein Röhrenradio an, darauf rappt der Moderator (gespielt von Tony T.) seine Passagen und die Frau nimmt ein Bad. Nach dem Bad zieht die Frau sich an und hängt in einer Bar rum, in Zwischenszenen führt sie auch Telefonate. Nach einem Billardspiel legt sich die Frau auf dem Billardtisch, dazu gesellen sich zwei weitere Frauen und auch Tony T. tanzt im Studio. Die Frau steigt in einem Ford Thunderbird ein, fährt und holt Tony T. ab. Beide schmusen am Ende des Clips miteinander.

## Andere Coverversionen
- 2004: Liberty X feat. Kool & the Gang
- 2008: Mark Medlock (Liveversion)
- 2009: Mehrzad Marashi